# Neofytos Vamvas

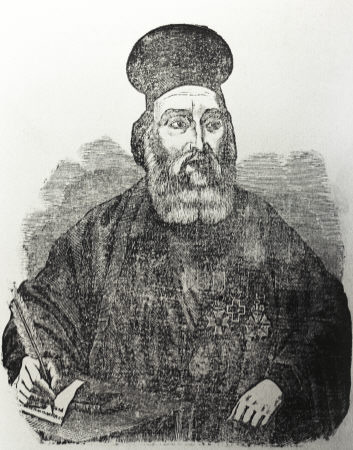
Neofytos Vamvas

Neofytos Vamvas (griechisch Νεόφυτος Βάμβας; * 1776 auf Chios; † 9. Januar 1855 in Athen) war einer der bedeutendsten griechischen Gelehrten des 19. Jahrhunderts und eine Symbolfigur der Aufklärung in Griechenland. Er erhielt den Ehrentitel  Lehrer des Volkes.

## Lebenslauf

### Jugend und Ausbildung
Vamvas wurde auf Chios geboren. Seine Eltern hießen Isidoros (Ισίδωρος) und Stamatoula (Σταματούλα). Er begann seine schulische Laufbahn in Chios und setzte sie auf Sifnos fort, wohin er sich 1793 begab, um die berühmte Schule von Misael ton Patmio (Μισαήλ τον Πάτμιο) zu besuchen. Dies wurde ihm durch die aufopferungsvolle Unterstützung einheimischer Familien und seiner Lehrer ermöglicht. Bereits 1791 war er zum Diakon geweiht worden. Er wandte sich von Chios und begab sich gegen den Willen seiner Eltern nach Patmos zu dem Lehrer Daniel ton Keramea (Δανιήλ τον Κεραμέα). Jedoch war ihm der Unterricht, der sich ganz auf die Griechische Sprache konzentrierte, zu einseitig, so dass er wieder abreiste. Nun wollte er eigentlich nach Pisa, musste seine Reisepläne aber aufgeben. Zurück in Chios nahm er Unterricht bei Dorotheos Proios (Δωρόθεος Πρώιος), der auch Mathematik unterrichtete. Er folgte seinem Lehrer 1796 nach Konstantinopel. Und zusammen mit Proios machte er eine Reise nach Bukarest und zurück. In dieser Zeit war er Lehrer der Familie von Georgios Mavrokordatos (Γεώργιος Μαυροκορδάτος) und von Constantin Hangerliu und Dolmetscher der osmanischen Flotte. Noch einmal folgte er Proios nach Vlachia wo dieser bei den Chatzeris in Stellung war. 1799 war Konstantin Chatzeri hingerichtet worden, Vamvas kehrte 1804 nach Istanbul zurück. Wieder diente er als Lehrer, diesmal bei der phanariotischen Familie von Evfrosini Mavrokordatou (Ευφροσύνης Μαυροκορδάτου) und von Konstantinos Soutsos (Κωνσταντίνος Σούτσος) und er beteiligte sich an der Kibotos (Κιβωτός), dem großen Lexikon der griechische Sprache, welches Proios verfasste und wurde Mitglied des Museum  des Volkes (Μουσείου του Γένους). Im Einklang mit einer Maxime, die Dorotheos Proios aufgestellt hatte, wurde er dann 1804 Dekan (Σχολάρχης) der Megalis tou Genous Scholis.

### Reise nach Paris und Freundschaft mit Adamantios Korais
1808 reiste er nach Paris, nachdem er sich im August und September in Wien aufgehalten hatte., Die Reise gestaltete sich recht beschwerlich, weil Vamvas in schlechter gesundheitlicher Verfassung war und das Geld knapp wurde.
In Paris beschäftigte er sich intensiv mit seinen Studien und studierte vor allem Philosophie und Literatur. Er verfolgte die Vorlesungen von Louis Jacques Thénard, dessen Buch Traite de chimie elementaire er später übersetzte, nachdem er eine Anstellung als Schulleiter in Chios erhalten hatte. Es wurde jedoch nie herausgegeben. Er beschäftigte sich auch mit dem hellenistischen Philosophen Francois Thurot. Dass Adamantios Korais in Paris war, hatte Vamvas durch Paschalis Vasilios (Πασχάλης Βασιλείος), einen Mäzen der Gelehrten in Istanbul erfahren, der ihm auch ein Empfehlungsschreiben an seinen Bruder Alexandros Vasilios (Αλέξανδρος Βασιλείος) ausgestellt hatte. Dieser brachte Vamvas mit Korais zusammen. Als Landsmann (von Chios) unterstützte er Vamvas auch finanziell und gewährte ihm eine Pension von 50 Francs monatlich, damit er seine Schriften korrigieren konnte. Darüber hinaus lebte Vamvas davon, dass er Griechisch unterrichtete und vom Handel mit Stoffen (Schals). Vamvas pflegte engen Kontakt zu Korais: sie arbeiteten bei der Korrektur der Grammatik von Buttmann zusammen, die Stefanos Ikonomos (Στέφανος Οικονόμος) übersetzt hatte. Oft aßen die beiden zusammen. Korais schreibt 1810 in einem Brief an Alexandros Vasilios: „Oft nehme ich ihn zu meinen mageren Mahlzeiten mit, und nach den Mahlzeiten besuchen wir ein ums andere Mal gemeinsam die Tragödien von Racine in den französischen Theatern.“ Korais unterstützte die Studien des jungen Vamvas, sicherte ihm den Lebensunterhalt und gab ihm Beistand bei der ersten Herausgabe seiner Schriften. Das Erstlingswerk von Vamvas, die Rhetorik (Ρητορική), entstand sozusagen „auf den Knien von Korais“. Und auch später in Chios arbeiteten die beiden Landsmänner zusammen. Als er 1811 die Leitung der örtlichen Höheren Schule (τοπικής ανώτερης σχολής) in Chios übernahm, trug er entscheidend dazu bei, den konservativen Einfluss zu neutralisieren, den Athanasios Parios (Αθανάσιος Πάριος) in diesem Jahrzehnt auf die Erziehung hatte.

### Während des Volksaufstands
Als Vertreter der Filiki Eteria ging er nach Hydra, wo er die Einwohner von Hydra motivieren wollte, für ihre Heimat zu kämpfen, nachdem die Reichen Chioten ihre Unterstützung für einen Aufstand zugesagt hatten. Ihm fehlte jedoch die Autorität für dieses Vorhaben. Der Historiker Michailaris schreibt: „Diese Erfolglose Aktion muss an den späteren Entscheidungen von Vamvas gemessen werden.“
Danach lehrte er an der Ionischen Akademie auf Korfu.

### An der Universität in Athen; Letzte Jahre
Bevor er an die Universität berufen wurde, gab er in wohlhabenden und gebildeten Kreisen Heimunterricht. Am 24. April 1837 wurde er durch königlichen Erlass zusammen mit 33 weiteren Personen als Professor berufen. Er erhielt den Lehrstuhl für Philosophie und wurde Dekan der Philosophischen Schule, da er „zu radikal für einen theologischen Lehrstuhl“ war Konstantinos Dimaras (Κωνσταντίνος Δημαράς) führt seine Berufung auf die ideologische Nähe zu Korais zurück, der vom königlichen Regenten Georg Ludwig von Maurer (Μάουρερ) und Konstantinos Schinas (Κωνσταντίνος Σχινάς) verehrt wurde.
Später wurde er Rektor der Universität Athen und zum Archimandrit geweiht.
Bis heute sind seine Werke bemerkenswert. Zu seinen wichtigsten Werken gehören seine Beiträge zur Übersetzung der Bibel ins Neugriechische (1850), die größten Widerstand auch persönliche Angriffe von Anhängern der konservativen orthodoxen Tradition hervorriefen. Ein Hauptgegner war dabei Konstantinos Ikonomos (Κωνσταντίνος Οικονόμος). Vamvas hielt dagegen, dass „wer die Übersetzung der Bibel stoppt, das Kommen des Reiches Gottes zu den Menschen verschließe und dem ‚Wehe‘ unterworfen sein wird, das unser HERR den Schriftgelehrten und Pharisäern entgegenwirft.“.

## Werke

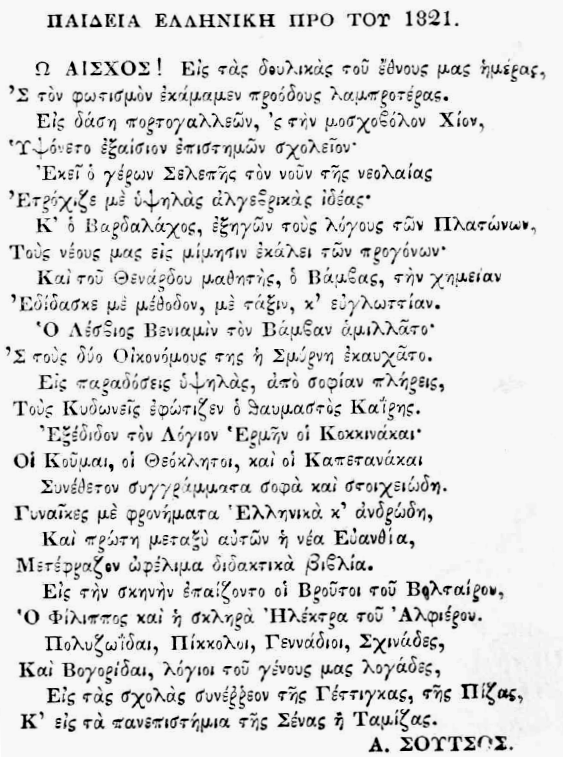
Brief von Alexandros Soutsos.

Seine wichtigsten Werke betreffen die Pädagogik (διδακτικά), daneben sind auch einige Predigten hervorzuheben. Er hat eine große Anzahl von Übersetzungen erstellt und Artikel in Tageszeitungen veröffentlicht. Ein weiterer wichtiger Bereich sind seine philologischen Studien, die vor allem mit der Übersetzung der Bibel und der Verteidigung dieser Arbeit zusammenhängen.
Pädagogische Schriften
- Ρητορική εκ των ενδοξοτέρων τεχνογράφων παλαιών και νεωτέρων ερανεισθείσα και συνταχθείσα (Ritoriki ek ton endoxoteron technografon paleon ke neoteron eranistheisa ke syntachtheisa – Rhetorik nach alten und neuen Techniken, gesammelt und herausgegeben.), Paris, Everard 1813, (2. Ausgabe in Athen, 2α έκδ. εν Αθήναις, εκ της τυπογραφίας Ι.Μ.Άγγελου Αγγελίδου, 1841, 3η εκδ.1861)
- Στοιχεία της φιλοσοφικής Ηθικής, συνταχθέντα δια την φιλομαθή νεότητα των Γραικών (Stichia tis filosofikis Ithikis synachthenta dia tin filomathi neotita ton Graikon – Elemente der philosophischen Ethik), Ενετίησιν, Νικολάω Γλυκεί, Ιωαννίνων (Enetiisin, Nikolaos Glykeis, Ioannina) 1818.
- Γραμματική της Ελληνικής Γλώσσας συνταχθείσα εις την κοινήν γλώσσαν δια τους μαθητάς της εν Χίω δημοσίου Σχολής (Grammatiki tis Ellinikis Glossas syntachtheisa is tin kinin glossan dia tous mathetas tis en Chio dimosiou Scholis – Grammatik der griechischen Sprache geschrieben in der Umgangssprache für die Schüler der Volksschule in Chios) Chios, ΙΔ. Γ Βαϋροφρέρου (Id. G. Vayrofrefou) 1821 (² Venedig 1825: έκδοσις Δευτέρα επιστασία Κωνσταντίνου Τυπάλδου του Κεφαλλήνος, εν Βενετία εκ της τυπογραφίας Μιχαήλου Γλυκύ του εξ Ιωαννίνων, 1825)
- Συντακτικόν της αρχαίας Ελληνικής Γλώσσης εις το οποίον προηγείται σύντομος θεωρία των νοητικών δυνάμεων του ανθρώπου, της μορφώσεως των ιδεών και της γενικής γραμματικής εις δε το τέλος επροστέθησαν εισαγωγικαί τινές ιδέαι περί ποιητικής (Syntaktikon tis archeas Ellinikis Glossis is to opoion proigite syntomos theoria ton noetikon dynameon tou anthropou, tis morfoseos ton ideon ke tis genikis grammatikis is de to telos eprostethisan isagogike tines idee peri piitikis – Syntax des alten griechischen Vokabulars, mit einer kurzen Theorie der geistigen Kräfte des Menschen, der Bildung von Ideen und der allgemeinen Grammatik, und einführenden Ideen der Poetik) Kerkyra 1828.
- Γραμματική της αρχαίας και της σημερινής ελληνικής γλώσσας συνταχθείσα δια τους αρχαρίους (Grammatiki tis archeas ke tis simerinis ellinikis glossas syntachteisa die tous archarious – Grammatik der alten und zeitgenössischen griechischen Sprache, für Anfänger)  Ερμουπόλει εν τω  Αμερικανικώ  Φιλελληνικώ Τυπογραφείω, διευθυνομένω παρά τω Αιδεσίμου Ι.Ι.Ρόβερσον (Amerikanische Philhellenic Printing, I. I. Roverson) 1835.
- Στοιχεία φιλοσοφίας συνταχθέντα υπό Ν.Βάμβα ή περί νοητικότητος και ηθικότητος του ανθρώπου (Stichia Filosofias; peri noetokotitos ke ithikotitos tou anthropou – Elemente der Philosophie; über menschliche Erkenntnis und Ethik) Athen 1838, (επανεκδόσεις 1845, 1856).
- Σημειώσεις εις τους του Δημοσθένους Ολυνθιακούς, Φιλιππικούς, τον περί του Στεφάνου, τον περί παραπρεβείας, του προς Λεπτίνην, τον κατά Μειδίου και τον εις τον κατά Κτησιφώντος του Αισχίνου μετά προλεγομένων ιστορικών χάριν της Ελληνικής νεολαίας (Simiosis is tous tou Dimosthenous Olynthiakous, Filippikous, ton peri tou Stefanou, ton peri parapreveias, tou pros Leptinin, ton kata Mediou ke ton is ton kata Ktisifontos tou Eschinou meta prolegomenon istorikon xharin tis Ellinikis neoleas – Anmerkungen zu den Texten Olynthiakos, Philippiken von Demosthenes, Stephanus, über die Vollkommenheit, zu Leptines, zu Meidius und zum Bischof von Eischinus, als Vorbilder für die griechische Jugend) Πανεπιστήμιον Όθωνος (Othonische Universität) Athen 1849.
- Εγχειρίδιον ηθικής εν ω προσετέθη και σύντομος θεωρία μετά κανόνων της αναλυτικής και συνθετικής μεθόδου (Enchiridion ithikis en o Prosetethi ke syntomos theoria meta kanonon tis analytikis ke synthetikis methodou – Ethik-Handbuch mit einer kurzen Theorie der Regeln der analytischen und synthetischen Methode)  Σ.Κ.Βλαστού (S. K. Vlastos) 1853.
- Φυσική Θεολογία και χριστιανική ηθική (Fysiki Theologia ke christianiki ethiki – Natürliche Theologie und christliche Ethik) Νεκτάριου Κεφαλά, Κωνσταντίνου Α. Πανταζή (Naktarios Kefala, Konstantinos A. Pantazis) Alexandria 1893.

Reden
Seine rednerische Tätigkeit ist ebenfalls sehr umfangreich. Er hält Reden in Klubs, Schulen, zu Jahresfesten und Prüfungen und Vorlesungen, sowie Predigten.
Schriften zu kirchlichen Fragestellungen
- Περί της Νεοελληνικής Εκκλησίας. (Peri tis Neoellinikis Ekklisias – Über die Neugriechische Kirche) Athen 1843.
- Διατριβή αυτοσχέδιος περί της Αρχής και Εξουσίας των Πατριαρχών κι περί της σχέσεως της Εκκλησιαστικής Αρχής προς την πολιτικήν εξουσίαν (Diatrivi aftoschedios peri tis Archis ke Exousias ton Patriarchon ki peri tis scheseos tis Ekklusiastikos Archis pros tin politikin Exousian – Eine Untersuchung über die Autorität und Macht der Patriarchen und über das Verhältnis der kirchlichen Autorität zur politischen Macht) Athen 1843.

Übersetzungen
- Δούγαλδ Στεβάρδου, (Dougald Stewart) Εγχειρίδιον Ηθικής Φιλοσοφίας-Διδασκαλία στην Ιονική Ακαδημία 1829–1830 (Dugald Stewart enchiridion Ithikis Filosofias – Didaskalia stin Ioniki Akadimia – Dugald-Stewart-Handbuch der Ethik und Philosophie – Unterricht an der Ionischen Akademie 1829–1830)[19]
- Εσωτερικαί ενάργειαι της εμπνεύσεως των Γραφών, θεωρία ωφελιμοτάτη εις πάντα άνθρωπον (Esoterike enargie tis empnevseos ton Grafon, theoria efelimotati is panta anthropon – Innere Handlungen der Inspiration der Schrift, eine Theorie, die für die ganze Menschheit von Nutzen ist) Amerikanische Philhellenic Printing, I. I. Roverson 1837.
- Της Καινής Διαθήκης του Κυρίου και Σωτήρος ημών Ιησού Χριστού τα τέσσερα ευαγγέλια και αι πράξεις των αγίων αποστόλων (Tis kenis Diathikis tou Kyriou ke Sotiros imon Iesou Christou ta tessera evangelia ke e Praxis ton agion apostolon – Das Neue Testament unseres Herrn und Erlösers Jesus Christus die vier Evangelien und die Taten der heiligen Apostel) übersetzt von N. Vamvas, Professor für Philosophie der Panepistimio Othonos, herausgegeben von der Britischen und Fremdsprachigen Hierographischen Gesellschaft Athen (Βρετανικής και Ξενικής Ιερογραφικής Εταιρείας), gedruckt von L. Koromila (Λ. Κορομηλά) 1838.